# Fossato di Vico
Fossato di Vico är en ort och kommun i provinsen Perugia i regionen Umbrien i Italien. Kommunen hade 2 708 invånare (2018).